# Roman Suszko
Roman Suszko (9. listopadu 1919 Podobora – 3. června 1979 Varšava) byl polský logik pocházející z Těšínského Slezska (narodil se v Podoboře, dnes součást Chotěbuzi u Českého Těšína).
Pod vlivem Wittgensteinova Traktátu vytvořil a formalizoval verzi logiky bez Fregeho axiomu, tj. v jeho logice pro libovolné dvě věty p a q obecně neplatí {\displaystyle (p\leftrightarrow q)\rightarrow (p\equiv q)}.
Vycházeje z Wittgensteinova pojmu situace usoudil, že extenzemi vět nejsou pouze pravdivostní hodnoty 1 a 0 (jak tvrdil Frege), a zavedl konektiv {\displaystyle \equiv } vyjadřující, že dvě věty mají shodný denotát. Takto definovaná tzv. "nefregovská" logika s příslušnými axiomy o identitě je (jednou z) formalizací pojmu logický prostor z Traktátu.

## Axiomy
Kromě axiomů výrokové logiky jsou potřebné axiomy týkající se konektivu {\displaystyle \equiv }:
- {\displaystyle p\equiv q\Rightarrow \neg p\equiv \neg q}
- {\displaystyle p\equiv q\Rightarrow p\rightarrow q}
- {\displaystyle p\equiv q\land r\equiv s\Rightarrow (p\rightarrow r)\equiv (q\rightarrow s)}

tedy ekvivalence {\displaystyle \equiv } je kongruence vzhledem k implikaci.